# ストリート・ガールU.S.A.
『ストリート・ガールU.S.A.』（原題：Streetwalkin）は、1985年公開のアメリカのスリラー映画。
コンコルド・ピクチャーズが初期に製作した作品で、メリッサ・レオが主演を務めた。

## あらすじ
アップステート・ニューヨークで愛情のかけらも見せない母親と虐待してくる継父のもとから逃げ出した、クッキーと彼女の弟は、ニューヨークにたどり着く。駅でクッキーはデュークというポン引きに出会う。彼の魅力に惹かれ、恋に落ちた彼女は、やがて娼婦として働くようになる。しかし、同じ界隈で働く娼婦の女の子たちに対する彼の残忍な態度に、次第にクッキーは嫌悪感を抱くことになる。

## キャスト
- クッキー - メリッサ・レオ
- デューク - Dale Midkiff
- ジェイソン - レオン・ロビンソン
- Finesse - アントニオ・ファーガス
- クイーンビー - ジュリー・ニューマー
- ティム - Randall Batinkoff
- Phoebe - アニー・ゴールデン（英語版）
- ヘザー - デボラ・オフナー（英語版）
- スター - カンディ・アレキサンダー
- クリーピー - グレッグ・ジャーマン
- スペード - カーク・テイラー（英語版）
- トップレス・ダンサー - サマンサ・フォックス
- Seller - コンラッド・ロバーツ（英語版）
- 手下1 - トム・ライト
- 手下2 - Daniel Jordano
- 用心棒 - Gary Howard Klar
- Desk Clerk - キム・チャン（英語版）

## 製作
Joan Freemanは夫と一緒に、この映画の脚本を担当した。1984年6月に24日間かけて撮影された。